# Koncern Radioelektroniczny Wega
Koncern Radioelektroniczny Wega (ros. АО «Концерн радиостроения «Вега», wcześniej CKB-17, NII-17, MNIIP) – rosyjska firma specjalizująca się w wojskowych systemach radarowych i obserwacyjnych oraz systemach dowodzenia dla zastosowań naziemnych, powietrznych i kosmicznych.

## Historia
1 października 1944 r. Państwowy Komitet Obrony ZSRR dekretem stworzył Centralne Biuro Konstrukcyjne nr 17 (ros. Центральное конструкторское бюро № 17 , ЦКБ-17). Jego zadaniem było projektowanie i budowa lotniczych systemów radarowych. Jego pierwszym szefem został Jakow Michajłowicz Sorin (ros. Яков Михайлович Сорин). Firmie zlecono wykonanie wyposażenia dla samolotu Tu-4. W wyniku prac powstał m.in. radar „Kobalt” i  wysokościomierz radiowy „Lit”. Do testowania nowego wyposażenia CKB-17 otrzymała d dyspozycji bazę w rejonie wsi Sukowo i Sołncewo. 10 lipca 1946 roku nazwę przedsiębiorstwa zmieniono na Instytut Naukowo-Doświadczalny 17 (ros. Научно-исследовательский институт 17, НИИ-17). 
W kolejnych latach przedsiębiorstwo opracowało radary dla samolotów Tu-16 oraz MiG-17. Od 1950 r. Instytut pracował nad radarami wykorzystującymi efekt Dopplera. Następnie prowadzono badania w zakresie tworzenia radarów z syntetyczną aperturą. Zaangażowanie ZSRR w loty kosmiczne sprawiło, że w przedsiębiorstwie przystąpiono do opracowywania sprzętu znajdującego zastosowanie na pokładach radzieckich statków kosmicznych. W latach 1962–1965 opracowano radiowysokościomierz do dużych wysokości dla sondy kosmicznej Łuna 9. 
W 1964 r. oddano do użytku system radiotechniczny „Liana” (ros. Лиана), który zamontowany w obrotowej owiewce na kadłubie samolotu Tu-126 pozwolił na stworzenie pierwszego radzieckiego samolotu wczesnego ostrzegania i kontroli obszaru powietrznego. W latach 1966–1969 opracowano radary dopplerowskie „Płanieta”, które znalazły się na pokładach radzieckich sond Łuna 16, Łuna 17, Łuna 20, Łuna 21, Łuna 23 oraz Łuna 24 lądujących na Księżycu. 
W kolejnych latach firma opracowała systemy radarowe pozwalające na obserwację z przestrzeni kosmicznej powierzchni mórz i oceanów z możliwością wykrywania i określania pozycji statków. Pierwszy z nich został zainstalowany na pokładzie statku Kosmos-402, który został wystrzelony 1 kwietnia 1971 r.
W 1967 r. Instytut został przekształcony w Moskiewski Instytut Badań Naukowych Projektowania Instrumentów (ros. Московский Научно-Исследовательский Институт приборостроения, МНИИП). W związku z rozwojem powstały filie instytutu, które mieściły w innych miastach ZSRR nowe instytuty badawcze oraz biura projektowe. Instytut dla radzieckiego programu kosmicznego Ałmaz opracował radar z aperturą syntetyczną Miecz-A (ros. радиолокатор с синтезированной апертурой (РСА) «Меч-А»). W tym okresie Instytut pracował nad systemami wykrywania nisko lecących celów. Od 1973 r. rozpoczęto prace nad systemami dla samolotu rozpoznawczego Su-24MR. 

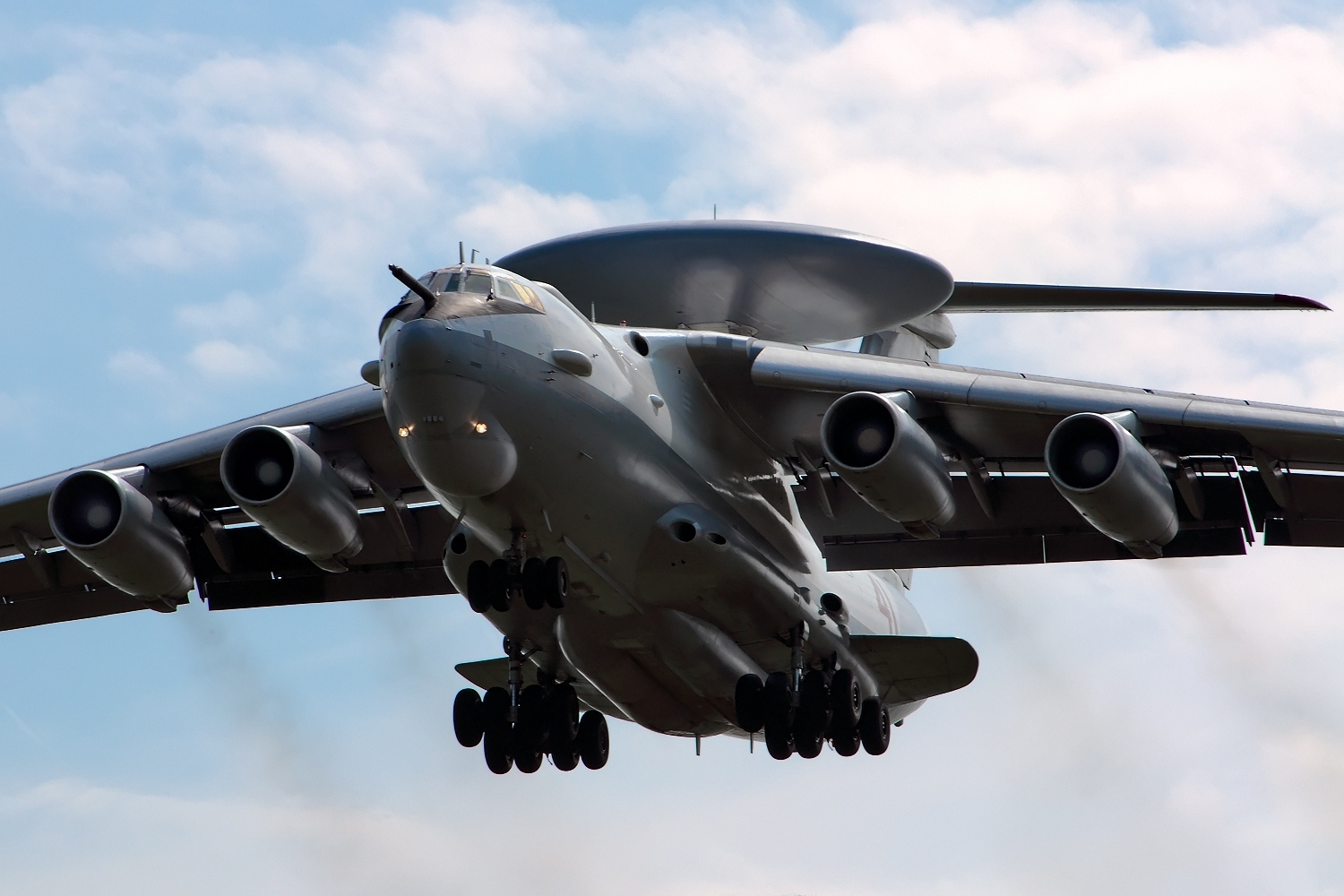
Samolot A-50 z aparaturą Trzmiel

W 1985 r. opracowano udoskonaloną wersję systemu wczesnego ostrzegania, zdolnego do zamontowania na samolocie. Nowa konstrukcja otrzymała nazwę Trzmiel (ros. Шмель) i została zamontowana na pokładzie samolotu A-50 Szmiel.
W 2003 r. Instytut został przekształcony w spółkę akcyjną Koncern Radiotechniczny „Wega” (ros. Открытое акционерное общество «Концерн радиостроения „Вега“»), rok później stało się centralnym przedsiębiorstwem rosyjskiego holdingu radioelektronicznego. W tym okresie opracowano udoskonalone wyposażenie elektroniczne Trzmiel-M, które pozwoliło na opracowanie samolotu A-50U. 26 kwietnia 2012 r. Wega uzyskała status federacyjnego centrum badawczo-produkcyjnego, 14 stycznia 2014 weszła w skład Rostiechu. W XXI w. koncern opracował wyposażenie rozpoznania elektronicznego obejmujące m.in. radar z syntetyczną aperturą, które zostało zamontowane na pokładzie samolotu Tu-214R. Samolot wziął udział w projekcie traktatu o otwartych przestworzach. W 2022 r. na czele koncernu stanął Siergiej Skorych.